# Private Emotion
Private Emotion è un brano pop inizialmente scritto da Eric Bazilian e Rob Hyman
del gruppo statunitense The Hooters, che la registrarono nel 1993 per il loro album Out of Body.
Nel 1999 del brano ne venne fatta una cover da Ricky Martin per il suo album omonimo. È stata commercializzata come singolo nel 2000 e vede la collaborazione della cantante svedese Meja.
In questa nuova versione "Private Emotion", riesce ad ottenere molta più popolarità che nella versione originale, pur non essendo il maggior successo di Martin.

## Tracce
French CD Single
1. "Private Emotion" (4:00)
2. "Marcia Baila" (3:58)

UK Promo CD
1. Private Emotion

UK-CD Single part.1
1. Private Emotion Listen To Song Sample
2. DMC Mega Mix Edit - 7.33
3. Brits Performance - CD Extra (Video)

UK-CD Single part.2
1. Private Emotion Listen To Song Sample
2. La bomba - Remix Long Version
3. Livin' la vida loca - Album Version
4. Livin' la vida loca - Video Version

Euro Single part.2
1. Private Emotion
2. Livin' la vida loca - Live Video
3. She's All I Ever Had - Live Video

## Classifiche
| Paese             | Posizione massima |
| ----------------- | ----------------- |
| Stati Uniti       | 67                |
| Regno Unito       | 9                 |
| Italia            | 13                |
| Olanda            | 45                |
| Finlandia         | 6                 |
| Francia           | 11                |
| Austria           | 19                |
| Australia         | 27                |
| Belgio (Fiandre)  | 30                |
| Belgio (Vallonia) | 18                |
| Norvegia          | 7                 |
| Nuova Zelanda     | 12                |
| Svezia            | 8                 |
| Svizzera          | 9                 |